# Die letzte Wahl

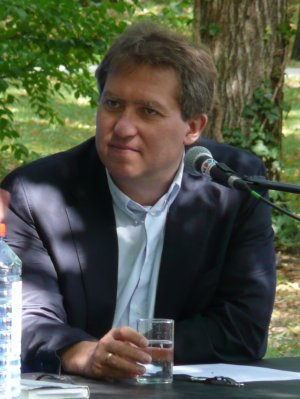
Florian Felix Weyh, 2009

Die letzte Wahl  ist ein Buch des Berliner Publizisten Florian Felix Weyh.
In diesem Buch mit dem Untertitel Therapien für die leidende Demokratie bedient sich Weyh der literarischen Technik der simulierten Herausgabe von Aufzeichnungen Dritter.

## Henry Louis Mencken

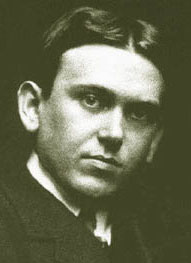
Henry Louis Mencken

In diesem Buch veröffentlicht Luisa Theodora Mencken, die Tochter des fiktiven emeritierten Professors für Psychiatrie und Nervenheilkunde Ludwig Theodor Mencken, dessen „Aufzeichnungen einer erfolgreichen Therapie der Herniaaetaephobie“ (Demokratiephobie).
(Henry Louis Mencken war ein US-Journalist, der sich in seinem Demokratenspiegel über die Unzulänglichkeiten der Demokratie geäußert hatte.)

## Inhalt („Heilversuche“)
Die Aufzeichnungen beginnen damit, dass Professor Mencken – gegen seinen Willen und obwohl er sich bereits im Ruhestand befindet – von einem Kollegen eine Patientin abgetreten bekommt. Bei der Patientin, die nur mit dem Anfangsbuchstaben K. benannt wird, handelt es sich um eine hochbegabte Frau mit Panikattacken und somatischen Begleiterscheinungen. Sie arbeitet in einem Ministerium und kann ihrer Arbeit nicht mehr nachkommen, da sie von heftigem Misstrauen gegen die Funktionsweise der Demokratie geplagt wird.
In einem Dialog macht sich der Analytiker gemeinsam mit Frau K. auf die Suche nach Heilmöglichkeiten, die in 18 Therapiesitzungen in Form von 40 Heilversuchen für die Demokratie diskutiert werden.
1. Mit einer Eventualstimme soll die Stimme einer zweiten Präferenzpartei zugerechnet werden, falls die erstgewählte Partei leer ausgeht.
2. Ein Selbstermächtigungsverbot fordert, dass sich der zu Wählende der Wahl enthält.
3. Eine terminierte Verfassung besagt, dass wie im US-Bundesstaat New York in regelmäßigen Abständen darüber nachgedacht wird, ob eine neue verfassungsgebende Versammlung einberufen werden soll.
4. „Selbstbindung bedeutet, daß man die Freiheit der Demokratie nicht gegen ihre eigenen Grundlagen richtet.“
5. „Die Parteienlandschaft muß in Bundesparteien und Landesparteien geschieden werden.“
6. Das Mehrheitswahlrecht gibt dem Wechselwähler eine größere Macht.
7. Funktionale Wahlkreise könnte verhindern, dass Politiker sich ihre Wahlkreise so zurechtschneiden, wie es ihnen am meisten nützt. Außerdem würde dies auch den regionalen Egoismus verhindern.
8. Die Abgeordneten haben je nach der Anzahl der Stimmen, die sie von ihren Wählern erhalten haben, im Parlament ein anderes Gewicht. (Abgeordnetengewichtung)
9. Die Zahl der Mandate wird an die Wahlbeteiligung gekoppelt. (Wahlbeteiligungsmalus)
10. Ungültige Stimmen oder leere Stimmzettel werden ebenfalls berücksichtigt. (Bezugsmengengerechtigkeit)
11. Je einschneidender Entscheidungen sind, desto nachdrücklicher empfiehlt  sich dabei eine qualifizierte Mehrheit von zwei Dritteln oder mehr.
12. Durch die lange Verweildauer des durchschnittlichen Abgeordneten im Parlament entfremden sich diese von der Basis. Deshalb sollte die Mandatszeit begrenzt werden. (Wiederwahlverbot)
13. Da der gewaltfreie Austausch von Machthabern als der entscheidende Vorzug der Demokratie gilt, muss es Möglichkeiten zum Abruf amtierender Politiker geben. (Ostrakismos)
14. Der Verhinderung extremistischer Politiker dient eine Negativstimme, die die positiven Voten anderer Wähler zumindest teilweise aufhebt.
15. Da die Kandidatenlisten meist von den Parteien vorher festgelegt werden, brauchen die Wähler Möglichkeiten, das Berufungsmonopol der Parteien zu durchbrechen. (Listenremedur)
16. „In Wirtschaft, Wissenschaft, Kunst und Erziehung sind Mehrheitsentscheidungen störend, nicht produktiv.“ (Kerndemokratisierung)
17. Das Stimmrecht wird nicht mehr gratis an jedermann verschenkt, sondern muss durch gemeinnützige Tätigkeiten oder eine Bürgerprüfung erworben werden. (Stimmrechtserwerb) (Epistokratie)
18. Der Ausschluss von Menschen, die bestimmte intellektuelle Normen nicht erfüllen, wird nur in Form einer Altersbegrenzung praktiziert. Daher ist ein Bildungszensus bei gleichzeitiger Aufhebung der Altersgrenze zu fordern.
19. Auf jedem Stimmzettel befinden sich Fragen, deren falsche Ankreuzung den Stimmzettel ungültig machen. (Wahlgültigkeitsfrage)
20. Ab dem Eintritt ins Rentenalter bleibt das Wahlrecht nur noch dreizehn Jahre erhalten. (Altersabschlag)
21. Jeder Bürger hat eine Vollstimme, die sich erhöht oder erniedrigt, je nachdem es die Differenzierungskriterien erfordern. (Pluralwahlrecht)
22. Ein Neugeborenes ist vollwertiges Rechtssubjekt, dessen Interessen treuhänderisch von seinen Eltern wahrgenommen werden. (Kinderstimme)
23. Diejenigen, die auf Kosten anderer leben, dürfen im Staat nicht mitentscheiden. Dazu gehören Staatsbeamte aber auch Empfänger von Sozialleistungen. (Transfergeldzensus)
24. Wer freiwillig auf politische Mitwirkung verzichtet, erhält einen Steuernachlass. (Wahlrechtsrückkauf)
25. Privilegien lassen sich nur abschaffen, wenn sie für alle gleichzeitig verfallen. Deshalb sollten Gesetze zeitlich begrenzt sein. (Gesetzesannullierung)
26. Die Abgeordneten werden per Losverfahren aus der Gesamtbevölkerung ausgewählt. Dies bringt ein absolut repräsentatives Parlament zustande. (Großes Los)
27. In die Verlosung der Mandate können die Medien nicht eingreifen. Die 600 Zufallsdelegierten könnten sich darüber hinaus unbeeinflusst einen Eindruck von den Bewerbern um Regierungsämter machen. (Immunität gegen Massenmedien)
28. Politische Ämter sind Positionsgüter, die nicht unbegrenzt vermehrbar sind und zu denen der Zugang vom Zufall bestimmt sein soll. (Gerechte Verteilung)
29. Der Schutz vor Lobbyisten erfordert es, dass sämtliche Ausschüsse nach dem Zufallsprinzip besetzt werden. (Kleines Los)
30. Stichproben haben ergeben, dass es denkbar ist, auf Wahlen zugunsten der Demoskopie zu verzichten. (Demoskopischer Souverän)
31. Die Venezianische Dogen-Wahl sorgte jahrhundertelang für inneren Frieden, weil in einem komplizierten Kontrollmechanismus der Parteienstreit unterbunden wurde. (Venezianische Stabilität)
32. Der US-amerikanische Philosoph entwickelte ein Verfahren, wie radikale Minderheiten mittels Losentscheid in die Mehrheitsdemokratien eingebunden werden können. (Probabililistische Mehrheiten)
33. Erfahrungen aus der Schweiz zeigen, dass starke Beteiligungsrechte der Bevölkerung zu niedrigeren Ausgaben führen und zu höherer allgemeiner Zufriedenheit. (Direkte Demokratie)
34. Drei Fragen: 1. „Ist eine staatliche Maßnahme immer noch notwendig?“ 2. „Wenn ja, sollte es immer noch von der Regierung durchgeführt werden?“ 3. „Wenn ja, sollte es durch den Steuerzahler oder durch den Nutzer bezahlt werden?“
35. Durch E-Voting können Abstimmungen und Wahlen „ortlos“ stattfinden und in die Lebensgewohnheiten der Menschen eingefügt werden.
36. Im Normalfall kommt kein Gesetz so in der Realität an, wie es verabschiedet wurde. Deshalb sind Rückmeldungen aus den unteren Ebenen unerlässlich. (Gesetzessimulation)
37. Eine „Gesetzeskollisionsfeuerwehr“ greift ein sobald Gesetze aufeinanderstoßen, die sich neutralisieren oder paradoxe Wirkungen hervorrufen.
38. Da keine Regel der Demokratie perfekt funktioniert müssen die Spielregeln periodisch erneuert werden. (Wechselglück)
39. Um eine Klientelpolitik und eine Wiederwahl zu verhindern schlägt Friedrich August von Hayek vor, dass nur Fünfundvierzigjährige gewählt werden dürfen und nur Fünfundvierzigjährige wählen. (Fünfundvierziger Elite)
40. „… Zufriedenheit entsteht nur dort, wo sich die Voten nicht mehr korrigieren lassen, durch Selbstverzicht bei der Wahl durch Unwahrscheinlichkeit beim Los.“ (Die letzte Wahl)

## Rezeption
Die öffentliche Meinung nahm nicht alle „Therapievorschläge“ gleichermaßen wahr. Die Zeitschrift Focus konzentrierte sich zum Beispiel in ihrem Interview mit dem Autor auf den Vorschlag, man möge das Parlament auslosen. Der Interviewer des Focus sieht die Vorteile eines ausgelosten  Parlaments in seiner Repräsentativität und Lobbyferne. Als Nachteil bemängelt er aber die vermutliche Unprofessionalität und Inkompetenz.
Weyh entgegnet diesem Einwurf, dass der derzeitige Ausleseprozess aber auch gerade besonders qualifizierte Persönlichkeiten treffen kann, wie der Fall des Bundesrichters Paul Kirchhof zeigt, der von Bundeskanzler Gerhard Schröder im TV-Duell mit Angela Merkel stark kritisiert wurde.
Der Deutschlandfunk stellt in seinem Kommentar zu Weyhs Buch am 13. August 2007 fest:

Florian Felix Weyh überlässt es den Lesern, von welchen der Reformideen sie sich begeistern lassen möchten. Er präsentiert sie alle gleich elegant, in den Dialogen der fiktiven Therapiegespräche, und in einer altertümlichen Sprache, mit der er sich vor den demokratietheoretischen Schriften der Aufklärung verbeugt.

Rolf Schneider rezensiert für das DeutschlandRadio am 10. August 2007 mit folgender Schlussfolgerung:

Das Buch stellt aus vielerlei Sicht die Demokratie in Frage, um sie und ihre Möglichkeiten immer wieder zu bestätigen. Dies erfolgt in einer Addition von Essays ganz aus der Tradition des großen Montesquieus. Ein Mehr an Lob lässt sich eigentlich nicht vergeben.

Die Sächsische Zeitung schreibt am 26. Oktober 2007:

Florian Felix Weyh hat sich bei anderen Denkern und Publizisten umgesehen, prüfte verschiedene Modelle und stellt einige Muster vor. Was bei diesem Aufklärungswerk angenehm auffällt, ist die schöngeistige leichte Form, die der Autor gewählt hat.

Franz Schandl kommt in Die Presse vom 16. November 2007 zu folgendem Fazit:

Die leidende Demokratie hätte ausgelitten, würde man Weyhs therapeutische Ratschläge umsetzen, en détail oder en gros. Der Reformstau würde sich zum Reformgau steigern.